# Леонов, Владимир Петрович
Владимир Петрович Леонов (род. 25 апреля 1937, Тула, Московская область) — советский велогонщик, призёр Олимпийских игр. Мастер спорта СССР (1956). Заслуженный мастер спорта СССР (1960).

## Биография
Родился 25 апреля 1937 года в Туле.
В 1956 году принял участие в Олимпийских играх в Мельбурне, где стал 9-м в гонке на тандемах.
В 1958 и 1959 годах был чемпионом СССР в спринте. В 1960 году завоевал бронзовую медаль Олимпийских игр в Риме в гонке на тандемах с Борисом Васильевым. В 1961 году стал чемпионом СССР в гонке на тандемах.

## Награды
- Медаль «За трудовое отличие» (16.09.1960) — за успешные выступления в XVII летних и VIII зимних Олимпийских играх 1960 года, а также за выдающиеся спортивные достижения[3]